# 키프로스의 구

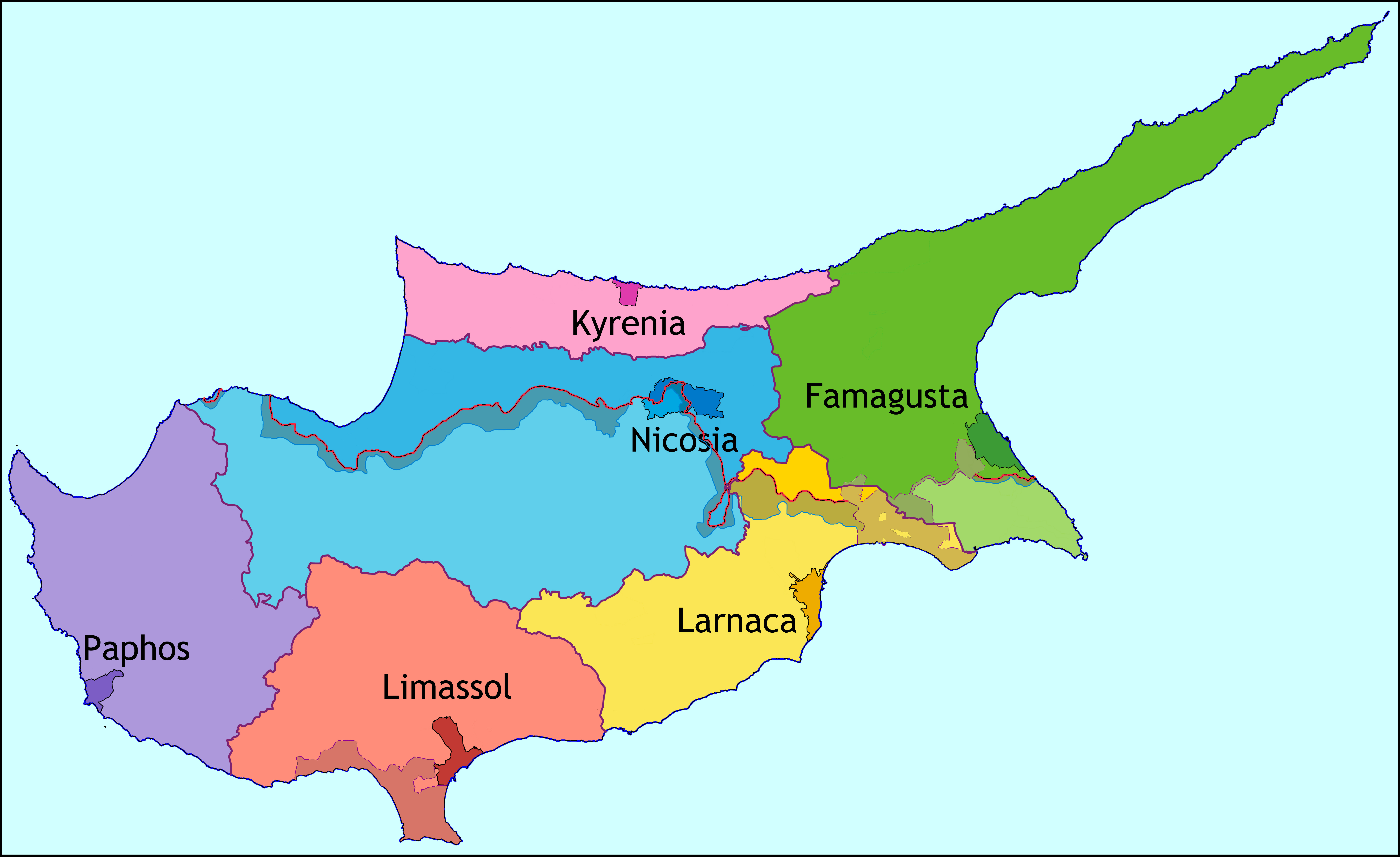
키프로스의 행정 구역

키프로스는 6개 구(그리스어: επαρχίες, eparchies, 튀르키예어: kaza)로 구성되어 있으며 구 이름은 각 구의 행정 중심지 이름을 따서 붙여진 이름이다.
- 파마구스타구(Αμμόχωστος, Gazimağusa) - 파마구스타
- 키레니아구(Κερύνεια, Kyrenia) - 키레니아
- 라르나카구(Λάρνακα, Larnaka) - 라르나카
- 리마솔구(Λεμεσός, Limasol/Leymosun) - 리마솔
- 니코시아구(Λευκωσία, Lefkoşa) - 니코시아
- 파포스구(Πάφος, Baf) - 파포스

## 같이 보기
- 북키프로스의 행정 구역